# Przyłęk (struga)
Przyłęk – struga długości około 10 km, dopływ Dobrej, mający źródła na Wzgórzach Trzebnickich w Siedlcu (gmina Długołęka). 
Płynie przez tereny rolnicze okolic Wrocławia zasilając swoimi wodami kompleksy Stawów Ostrowity i Leśnych w Pruszowickich z tych ostatnich uchodzi kanał odpływowo - melioracyjny, który płynie przez cały obszar Lasu Zakrzowskiego wpadając do Dobrej w okolicy Łącznika Długołęka. Przyłęk uchodzi do Dobrej na granicy Domaszczyna (gmina Długołęka) i wrocławskiego osiedla Zakrzów.
Nazwę Przyłęk wprowadzono urzędowo zarządzeniem w 1951 r. Na mapach miejscowych planów zagospodarowania przestrzennego gminy Długołęka dla cieku stosowana jest nazwa Mielnica (czyli nazwa cieku Mielnica uchodzącego do Dobrej ok. 3,5 km powyżej ujścia Przyłeku) – nazwę Przyłęk dla tego cieku stosuje jednak zarówno Państwowy Rejestr Nazw Geograficznych, jak i Mapa podziału hydrograficznego Polski.